# Селбаш
Селбаш (порт. Selbach)  —  муниципалитет в Бразилии, входит в штат Риу-Гранди-ду-Сул. Составная часть мезорегиона Северо-запад штата Риу-Гранди-ду-Сул. Входит в экономико-статистический  микрорегион Нан-Ми-Токи. Население составляет 5069 человек на 2006 год. Занимает площадь 176,728 км². Плотность населения — 28,7 чел./км².

## История
Город основан 22 сентября 1965 года. 

## Статистика
- Валовой внутренний продукт на 2003 составляет 74.356.415,00 реалов (данные: Бразильский институт географии и статистики).
- Валовой внутренний продукт на душу населения на 2003 составляет 14.949,02 реалов (данные: Бразильский институт географии и статистики).
- Индекс развития человеческого потенциала на 2000 составляет 0,856 (данные: Программа развития ООН).

## География
Климат местности: субтропический.